# The Sport of Kings
The Sport of Kings er en britisk stumfilm fra 1921 af Arthur Rooke.

## Medvirkende
- Victor McLaglen som Frank Rosedale
- Douglas Munro som James Winter
- Cyril Percival som Harry Lawson
- Phyllis Shannaw som Elaine Winter